# Chana Rovina
Chana Rovina (hebrejsky: חנה רובינא;‎ 1. dubna 1893 – 3. února 1980) byla izraelská divadelní herečka a „první dáma izraelského divadla“.

## Biografie
Narodila se v Berezinu v tehdejším carském Rusku (dnešní Bělorusko) do chasidské rodiny. Původním vzděláním, které získala v učitelském semináři ve Varšavě, byla učitelka ve školce. Hereckou kariéru zahájila v roce 1917 židovském divadle Nachuma Cemacha, které později vešlo ve známost jako moskevské divadlo ha-Bima. Podílela se na jeho první produkci, divadelní hře Jevgenije Vachtangova. Proslavila se rolí mladé nevěsty Ley, kterou posedne démon ve hře Dybbuk od S. An-skiho.
Společně s dalšími herci z ha-Bimy emigrovala v roce 1928 do britské mandátní Palestiny. Záhy se stala symbolem vznikajícího židovského divadelnictví, zejména pak divadla ha-Bima, které se v Palestině stalo národním divadlem. Po řadu let byla její postava Ley, mladá dívka v bílých nočních šatech s dlouhými vlasy, ikonou divadla.
V roce 1956 jí byla udělena Izraelská cena za přínos v oblasti divadelnictví. Jde o jedno z nejvyšších izraelských civilních vyznamenání. Herecky aktivní zůstala až do své smrti v roce 1980. V roce 2005 byla v internetové soutěži 200 největších Izraelců deníku Ynet zvolena 162. největším Izraelcem všech dob.